# Sigmund Bakala
Sigmund Bakala (12. června 1925, Lipová – 4. září 1951, Praha) byl československý člen protikomunistického odboje.
Roku 1951 byl za svou činnost v odbojové skupině Hory Hostýnské odsouzen za velezradu a rozvracení státu k trestu smrti.

## Biografie
Narodil se roku 1925 v obci Lipová do statkářské a katolické rodiny. V dětství vypomáhal na rodinném statku, který měl v dospělosti převzít. Během protektorátu za nacistické okupace pomáhal partyzánskému odboji. Po válce se přihlásil k Pohraniční stráži, odkud byl brzy převelen jako strážný do internačního tábora pro Němce.
Roku 1945 také vstoupil do KSČ, avšak hned roku 1946 ze strany vystoupil, jelikož odmítal nadvládu bolševického křídla. Především odmítal myšlenku kolektivizace. V dubnu 1946 se připojil k lokální odbojové organizaci s názvem Hory Hostýnské.
Dva roky se vyhýbal četným raziím a zatýkání, které vypukly v roce 1949. Kvůli své odbojové činnosti byl však v únoru 1951 zatčen. Po několika měsících výslechů byl obviněn z účasti na přepadeních bezpečnostního referenta ONV v Holešově Jindřicha Grygara, dále předsedy JZD v Šišmě Josefa Šípka, a také předsedy MNV v Paršovicích Františka Krutila.

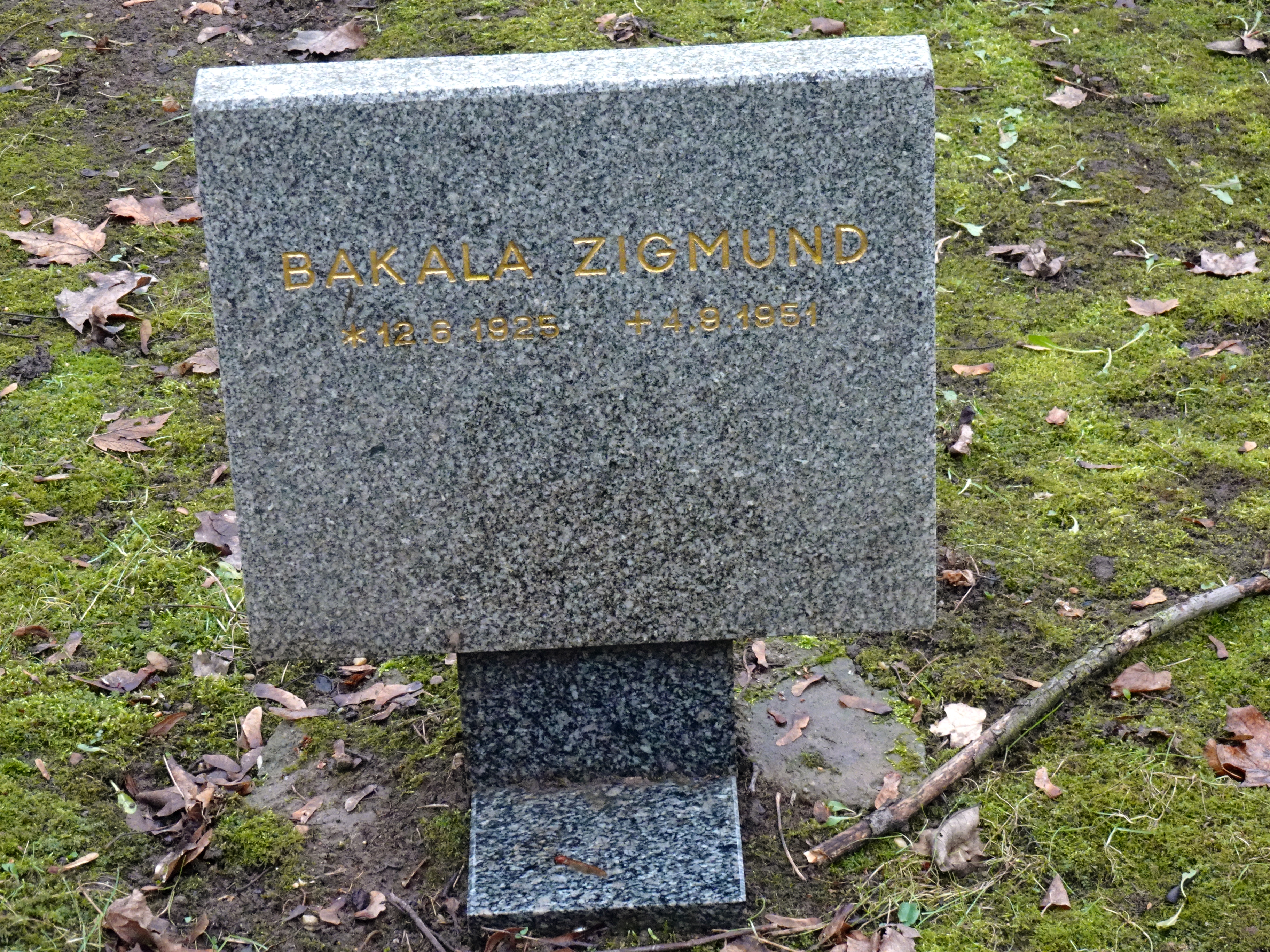
Symbolický náhrobek Sigmunda Bakaly na Čestném pohřebišti v Ďáblicích

Byl vyšetřován v rámci údajné podvratné skupiny vedené Miloslavem Pospíšilem. Všichni byli odsouzeni během veřejného procesu konaném ve Velkém kině v Gottwaldově (dnes Zlín) ve dnech 22. – 26. května 1951, a to za spáchání zločinu velezrady a rozvracení republiky. Soudu předsedal JUDr. Vladimír Podčepický. Bakala a tři další členové skupiny dostali trest smrti. Bakalův obhájce požádal o milost z důvodu mládí a špatného vlivu Pospíšila, ale žádost byla zamítnuta. Poprava byla provedena 4. září 1951 v Pankrácké věznici.
Po popravě bylo tělo předáno k pitvě do Ústavu národního zdraví. Následně bylo tajně pohřbeno do hromadného hrobu na Ďáblickém hřbitově. Na Čestném pohřebišti na Ďáblickém hřbitově se nachází symbolický Bakalův hrob. Tamní symbolické náhrobky odkazují na zemřelé politické vězně bez ohledu na jejich přesné místo pohřbení.